# Khorata bangkok
Khorata bangkok is een spinnensoort uit de familie trilspinnen (Pholcidae). De soort komt voor in Laos en Thailand. 